# Heather Wurtele
Heather Wurtele (nacida como Heather Danforth, Calgary, 12 de julio de 1979) es una deportista canadiense que compitió en triatlón.
Ganó una medalla en el Campeonato Mundial de Triatlón de Larga Distancia de 2017. Además, obtuvo tres medallas en el Campeonato Mundial de Ironman 70.3 entre los años 2014 y 2016.

## Palmarés internacional
| Campeonato Mundial | Campeonato Mundial | Campeonato Mundial | Campeonato Mundial |
| Año                | Lugar              | Medalla            | Prueba             |
| ------------------ | ------------------ | ------------------ | ------------------ |
| 2017               | Penticton (Canadá) | Medalla de bronce  | Individual         |

| Campeonato Mundial | Campeonato Mundial      | Campeonato Mundial | Campeonato Mundial |
| Año                | Lugar                   | Medalla            | Prueba             |
| ------------------ | ----------------------- | ------------------ | ------------------ |
| 2014               | Mont-Tremblant (Canadá) | Medalla de bronce  | Individual         |
| 2015               | Zell am See (Austria)   | Medalla de plata   | Individual         |
| 2016               | Mooloolaba (Australia)  | Medalla de bronce  | Individual         |